# Lactoria diaphana
Lactoria diaphana — вид скелезубоподібних риб родини Кузовкові (Ostraciidae).

## Поширення
Населяє тропічні та субтропічні води Індо-Пацифіки. Зустрічається біля узбережжя Намібії, Східної Африки, Південної Азії, Австралії та Перу.

## Опис
Сягає завдовжки 34 см.

## Спосіб життя
Населяє кам'янисті рифи на глибині до 50 м. Це всеїдні риби, що живляться водоростями, планктоном, губками, поліхетами, молюсками, ракоподібними та дрібною рибою.